# Campeonato Sul-Americano de Futebol Sub-15 de 2015
O Campeonato Sul-Americano de Futebol Sub-15 de 2015 foi a 7ª edição da competição organizada pela Confederação Sul-Americana de Futebol (CONMEBOL) para jogadores com até 15 anos de idade. O evento foi realizado na Colômbia entre os 21 de novembro e 6 de dezembro.
O Brasil conquistou pela quarta vez na história o título de campeão da categoria após derrotar o Uruguai na disputa de pênalti pelo placar de 5-4.

## Equipes participantes
Todas as dez equipes filiadas a CONMEBOL participaram do evento:
| Seleção   | Participações | Melhor resultado anterior        | Melhor resultado anterior |  |  |  |
| --------- | ------------- | -------------------------------- | ------------------------- |  |  |  |
| Seleção   | Participações | Melhor resultado anterior        | Melhor resultado anterior |  |  |  |
| Argentina | 7ª            | Vice-campeão (2005)              |                           |  |  |  |
| Bolívia   | 7ª            | Quarto lugar (2005)              |                           |  |  |  |
| Brasil    | 7ª            | Campeão (2005, 2007 e 2011)      |                           |  |  |  |
| Chile     | 7ª            | Quarto lugar (2007 e 2013)       |                           |  |  |  |
| Colômbia  | 7ª            | Vice-campeão (2004, 2011 e 2013) |                           |  |  |  |
| Equador   | 7ª            | Terceiro lugar (2009)            |                           |  |  |  |
| Paraguai  | 7ª            | Campeão (2004, 2009)             |                           |  |  |  |
| Peru      | 7ª            | Campeão (2013)                   |                           |  |  |  |
| Uruguai   | 7ª            | Vice-campeão (2007)              |                           |  |  |  |
| Venezuela | 7ª            | Quinto lugar (2007)              |                           |  |  |  |

## Primeira fase

### Grupo A
| Pos. | Seleção   | Pts | J | V | E | D | GP | GC | SG |
| ---- | --------- | --- | - | - | - | - | -- | -- | -- |
| 1    | Argentina | 12  | 4 | 4 | 0 | 0 | 12 | 1  | 11 |
| 2    | Equador   | 7   | 4 | 2 | 1 | 1 | 9  | 10 | -1 |
| 3    | Colômbia  | 6   | 4 | 2 | 0 | 2 | 11 | 12 | -1 |
| 4    | Paraguai  | 4   | 4 | 1 | 1 | 2 | 9  | 11 | -2 |
| 5    | Venezuela | 0   | 4 | 0 | 0 | 4 | 7  | 14 | -7 |

### Grupo B
| Pos. | Seleção | Pts | J | V | E | D | GP | GC | SG  |
| ---- | ------- | --- | - | - | - | - | -- | -- | --- |
| 1    | Brasil  | 12  | 4 | 4 | 0 | 0 | 18 | 3  | 15  |
| 2    | Uruguai | 9   | 4 | 3 | 0 | 1 | 9  | 8  | 1   |
| 3    | Bolívia | 6   | 4 | 2 | 0 | 2 | 6  | 7  | -1  |
| 4    | Peru    | 3   | 4 | 1 | 0 | 3 | 4  | 14 | -10 |
| 5    | Chile   | 0   | 4 | 0 | 0 | 4 | 5  | 10 | -5  |

## Fase final
|  | Semifinal                  | Semifinal |       |  | Final                      | Final |  |
|  |                            |           |       |  |                            |       |  |
|  | 3 de Dezembro - Valledupar |           |       |  |                            |       |  |
|  | Argentina                  | 1         |       |  |                            |       |  |
|  | Uruguai                    | 2         |       |  |                            |       |  |
|  |                            |           |       |  |                            |       |  |
|  |                            |           |       |  | 6 de Dezembro - Valledupar |       |  |
|  |                            |           |       |  | Uruguai                    | 0 (4) |  |
|  |                            | Brasil    | 0 (5) |  |                            |       |  |
|  |                            |           |       |  |                            |       |  |
|  |                            |           |       |  |                            |       |  |
|  |                            |           |       |  |                            |       |  |
|  | 3 de Dezembro - Valledupar |           |       |  |                            |       |  |
|  | Brasil                     | 3         |       |  |                            |       |  |
|  | Equador                    | 1         |       |  |                            |       |  |

### Semifinais
| 3 de dezembro | Argentina    | 1 – 2     | Uruguai                    | Estádio Armando Maestre Pavajeau, Valledupar |
| 14:30         | Almendra 22' | Relatório | Napoli 68' · Rodríguez 86' | Árbitro: CHI Eduardo Gamboa                  |

| 3 de dezembro | Brasil              | 3 – 1     | Equador      | Estádio Armando Maestre Pavajeau, Valledupar |
| 16:45         | Vitinho 39' 55' 70' | Relatório | Quiñónez 79' | Árbitro: PER Luis Garay                      |

### Disputa pelo terceiro lugar
| 6 de dezembro | Argentina  | 1 – 0     | Equador | Estádio Armando Maestre Pavajeau, Valledupar |
| 14:30         | Obando 85' | Relatório |         | Árbitro: PAR Eber Aquino                     |

### Final
| 6 de dezembro | Uruguai | 0 – 0     | Brasil | Estádio Armando Maestre Pavajeau, Valledupar |
| 16:45         |         | Relatório |        | Árbitro: COL Gustavo Murillo                 |

| |     | Penalidades                                                |  |
| Santiago Rodríguez Gonzalo Napoli Facundo Torres Jonathan González Edgar Elizalde Juan Manuel Sanabria José Neris | 4-5 | Vitinho Alan Vinícius Júnior Wesley Wandrew Víctor Cleyton |  |

## Premiação
| Campeonato Sul-Americano de Futebol Sub-15 de 2015 |
| Brasil                                             |
| -------------------------------------------------- |
| Brasil Campeão (4º título)                         |